# Torre del Papiol
La Torre del Papiol és una obra del municipi de l'Arboç declarada bé cultural d'interès nacional. És una torre rodona, més ampla en la part inferior que en la superior, que té annex un mas, destruïda parcialment per un aiguat el 1958. Realitzada amb pedres, calç de muntanya i sorra. Presenta restes d'opus spicatum. Les parets tenen un gruix d'1,20 m. Cal ressaltar que no té fonaments i és construïda sobre argila. Fou una torre de guaita que formava part d'una xarxa de talaies.

## Arquitectura
Torre de planta oblonga amb extrems arrodonits d'una longitud interior de 3,7 m i una amplada que devia ser d'uns 2 m. Se'n conserva la meitat meridional doncs l'any 1958 es va esberlar la meitat nord-oest degut a unes fortes pluges. L'alçada actual és d'uns 7 m. El gruix del mur és de 150 cm a la part corbada. Els carreus són petits i poc treballats però força ben arrenglerats. Hi ha quatre rengles amb un clar «opus spicatum». La part inferior era acabada amb una volta. El segon nivell, ara enderrocat, també era acabat amb una volta, segurament de mig punt. Probablement, aquesta forma oblonga d'angles roms, és intermèdia entre les torres quadrades o rectangulars i les rodones que s'imposaren en aquesta època al llarg de la frontera. La datació es pot establir en l'any 1000, relacionant-la amb altres construccions de la comarca que tenen característiques semblants com ara la Torre de Can Pascol.

## Història
El lloc del Papiol és documentat per primera vegada l'any 1070, essent una quadra del castell termenat de Castellet. No obstant, apareixerà com a castell en diverses ocasions. El 1076, Guillem Bernat de Papiol signava una document de venda de la meitat del castell de Castellet al comte Ramon Berenguer I. Al segle xii apareixen els Papiol, senyors del lloc, en diversos documents relacionats amb propietats de la rodalia. Guillem de Papiol (1150 i 1152) signà com a testimoni d'una avinença del castell del Montmell.
Bernat Papiol (1178) signa com a prohom i conseller a l'acta de reconeixement a Sant Cugat que feren Guillem de Santmartí i la seva muller Guilia. L'any 1196, Pere i Guerau de Papiol signen en la venda de Castellví de la Marca. L'any 1265, Jaume I vengué els drets jurisdiccionals que posseïa sobre el castell a Guillem Eimeric. El 1310 torna a figurar com a castell quan s'esmenta Pere Eimeric, cavaller.
Fortificació documentada el 1304. Antigament, la torre tenia dos pisos, a l'inferior presentava una porta (avui tapiada) i al superior, una finestra i unes espitlleres. La torre resistí fins al 1958, any en el qual unes pluges l'enderrocaren parcialment. En el 1173 Bernat de Papiol cedeix el seu castell, el d'Albinyana i el de Roda al monestir de Santes Creus. En el 1671 era de Federic Desbosc i de Sant Vicenç.